# Scara Kinsey

Scara identificării orientării sexuale a lui Kinsey

Scara Kinsey, numită și scara de hetero-homosexualitate a lui Kinsey, este un instrument prin care se încearcă de a descrie orientarea sexuală a unei persoane la un moment dat. Spre deosebire de clasificarea absolută (homosexual / heterosexual), această scară folosește valori de la 0 (exclusiv heterosexual) la 6 (exclusiv homosexual). În ambele ediții ale Rapoartelor lui Kinsley⁠(en)[traduceți], era folosită și o valoare adăugătoare X, semnificând „lipsa activității sexuale”, cunoscută în prezent ca asexualitate. Cele două ediții ale Rapoartelor sunt intitulate Sexual Behavior in the Human Male (1948; din engleză Comportamentul sexual al bărbaților) și Sexual Behavior in the Human Female (1953; din engleză Comportamentul sexual al femeilor), alcătuite de sexologii Alfred Kinsey, Wardell Pomeroy ș.a.

## Descriere
Kinsey și-a descris scara în felul următor:
| “                                      | Bărbații nu reprezintă două populații separate, heterosexuali și homosexuali. Lumea nu poate fi împărțită în oi și capre. Un principiu fundamental al taxonomiei este că natura nu prea se împarte în categorii discrete... Lumea vie este un continuum în toate aspectele sale. Evidențiind continuitatea nivelurilor dintre experiențele personale de heterosexualitate absolută și homosexualitate absolută, am găsit de cuviință să alcătuim un careva criteriu de clasificare bazat pe o anumită combinație dintre experiența heterosexuală și cea homosexuală pentru fiecare caz [...] Unui individ i se poate atribui un anumit nivel pe această scară, pentru orice perioadă din viață. [...] O scară formată din șapte puncte ilustrează mai bine câte niveluri există. | ” |
| — Kinsey, et al. (1948). pp. 639, 656) | |   |

Contemporanii lui Kinsey apreciază scara ca fiind relevantă orientării sexuale, dar insuficient de detaliată pentru a acoperi toate nuanțele identificării sexuale. Ei spun că identitatea sexuală este decisă de cel puțin trei factori, orientarea sexuală fiind doar unul din ele (celelalte sunt sexul biologic și identitatea de gen).
Există studii similare, unde scara are valori de la 0 la 10, iar subiecții studiului răspund la o întrebăre de genul „Dacă 0 înseamnă absolut gay, iar 10 absolut hetero, cu ce număr vă identificați?”.

## Tabel de valori
Scara Kinsey are valori de la 0, proprie celor care se identifică heterosexuali fără experiență sau dorință pentru experiență homosexuală, până la 6, proprie celor care se identifică homosexuali fără experiență sau dorință pentru experiență heterosexuală, valorile 1–5 fiind rezervate pentru cei care sunt deschiși într-o mai măsură mai mică sau mai mare experienței homosexuale, atât „incidental” cât și „ocazional”.
| Nivel | Descriere                                                                    |
| ----- | ---------------------------------------------------------------------------- |
| 0     | Exclusiv heterosexual                                                        |
| 1     | Predominant heterosexual, incidental homosexual                              |
| 2     | Predominant heterosexual, homosexual într-o măsură mai mare decât incidental |
| 3     | Heterosexual și homosexual în egală măsură                                   |
| 4     | Predominant homosexual, heterosexual într-o măsură mai mare decât incidental |
| 5     | Predominant homosexual, incidental heterosexual                              |
| 6     | Exclusiv homosexual                                                          |
| X     | Fără experiență sau dorință sexuală                                          |

## Descoperiri
Printre cei interogați, 11,6% din bărbații albi cu vârsta între 20–35 au fost identificați cu nivelul 3. Studiul a mai stabilit că 10% din bărbații americani intervievați au fost mai mult sau mai puțin „exclusiv homosexuali” (nivelurile 5–6) pentru cel puțin 3 ani în intervalul de vârstă 16–55 de ani.
Printre femeile interogate cu vârsta între 20 și 35 de ani, 7% din femeile necăsătorite și 4% din cele divorțate au fost identificate cu nivelul 3. La nivelul 5 s-au raportat 2–6% din femeile de 20–35 de ani, iar la nivelul 6 — 1–3% din femeile necăsătorite între 20–35 de ani.

## Instrumente similare
Pe lângă scara Kinsley, există peste 200 de instrumente de măsurare și descriere a orientării sexuale. Acestea măsoară orientarea sexuală mai detaliat, cât și alte caracteristici precum masculinitatea, feminitatea, transsexualismul etc.